# استگوسور ۹۸۸۰
سیارک ۹۸۸۰ (به انگلیسی: 9880 Stegosaurus، نامگذاری:1994PQ31) نه هزار و هشتصد و هشتادمین سیارک کشف شده‌است که در ۱۲ اوت ۱۹۹۴ کشف شد.
قدر مطلق سیارک برابر ۱۴.۱ است.